# Miralta
Miralta é um distrito do município brasileiro de Montes Claros, no interior do estado de Minas Gerais. Segundo o censo demográfico de 2022, realizado pelo Instituto Brasileiro de Geografia e Estatística (IBGE), sua população era de 650 habitantes e havia 252 domicílios particulares permanentes ocupados. Possui área de 146,87 km² conforme a Fundação João Pinheiro (FJP).
De acordo com o IBGE, em 2010 a população era de 814 habitantes e havia 343 domicílios particulares.
Foi criado pela lei estadual nº 395 de 21 de fevereiro de 1891, então com o nome de Morrinhos. Passou a se chamar Miralta pela lei estadual nº 1.058 de 31 de dezembro de 1943.